# ويليام أغسطس هانكوك
ويليام أغسطس هانكوك (بالإنجليزية: William Augustus Hancock)‏ هو قاضي ومحامي أمريكي، ولد في 17 مايو 1831 في Barre, Massachusetts ‏ في الولايات المتحدة، وتوفي في 24 مارس 1902 في فينيكس في الولايات المتحدة.